# 魯本斯故居
51°13′2″N 4°24′33″E / 51.21722°N 4.40917°E

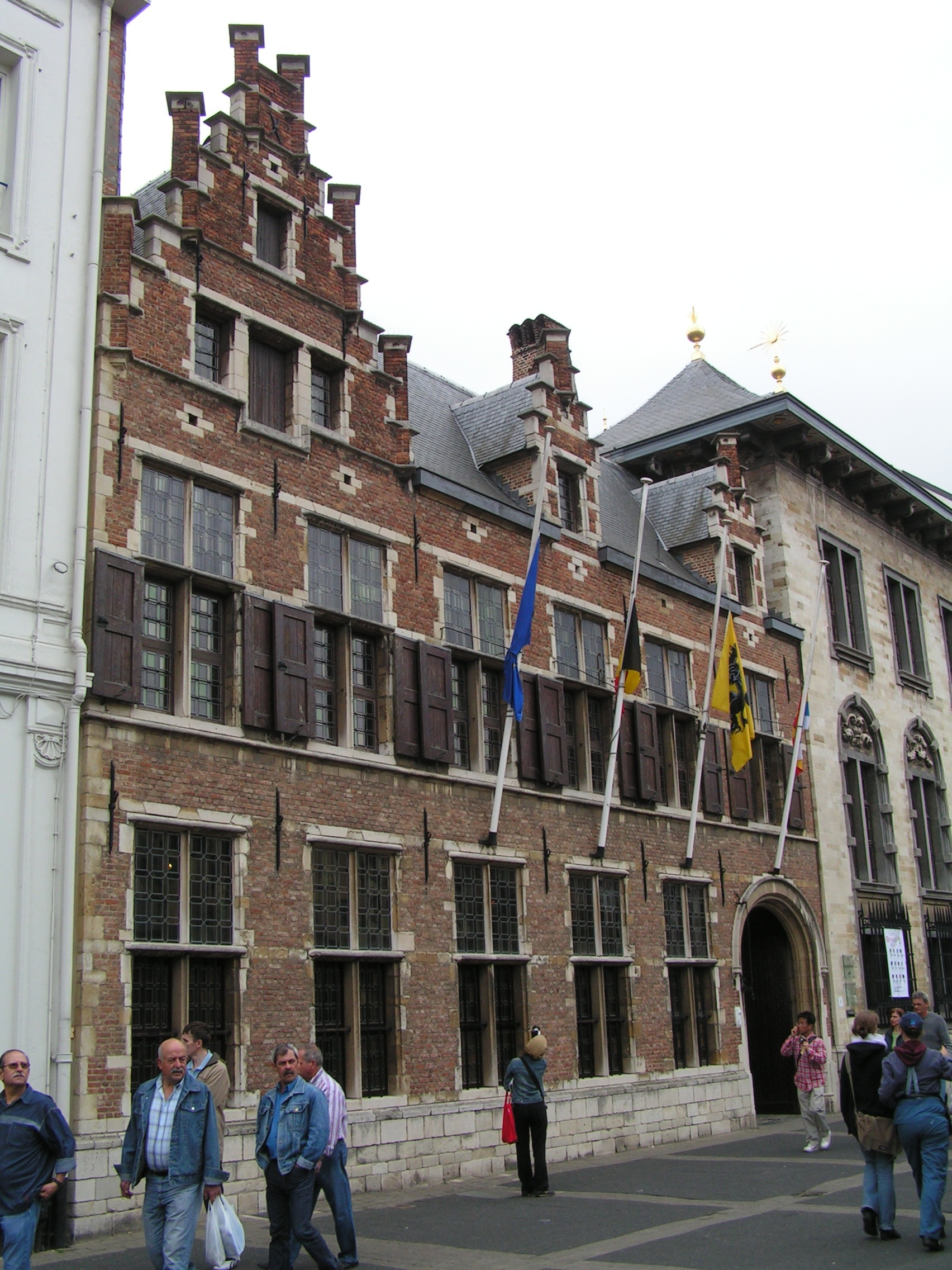
從瓦珀街 (Wapper) 看到的魯本斯故居 (Rubenshuis) 外觀

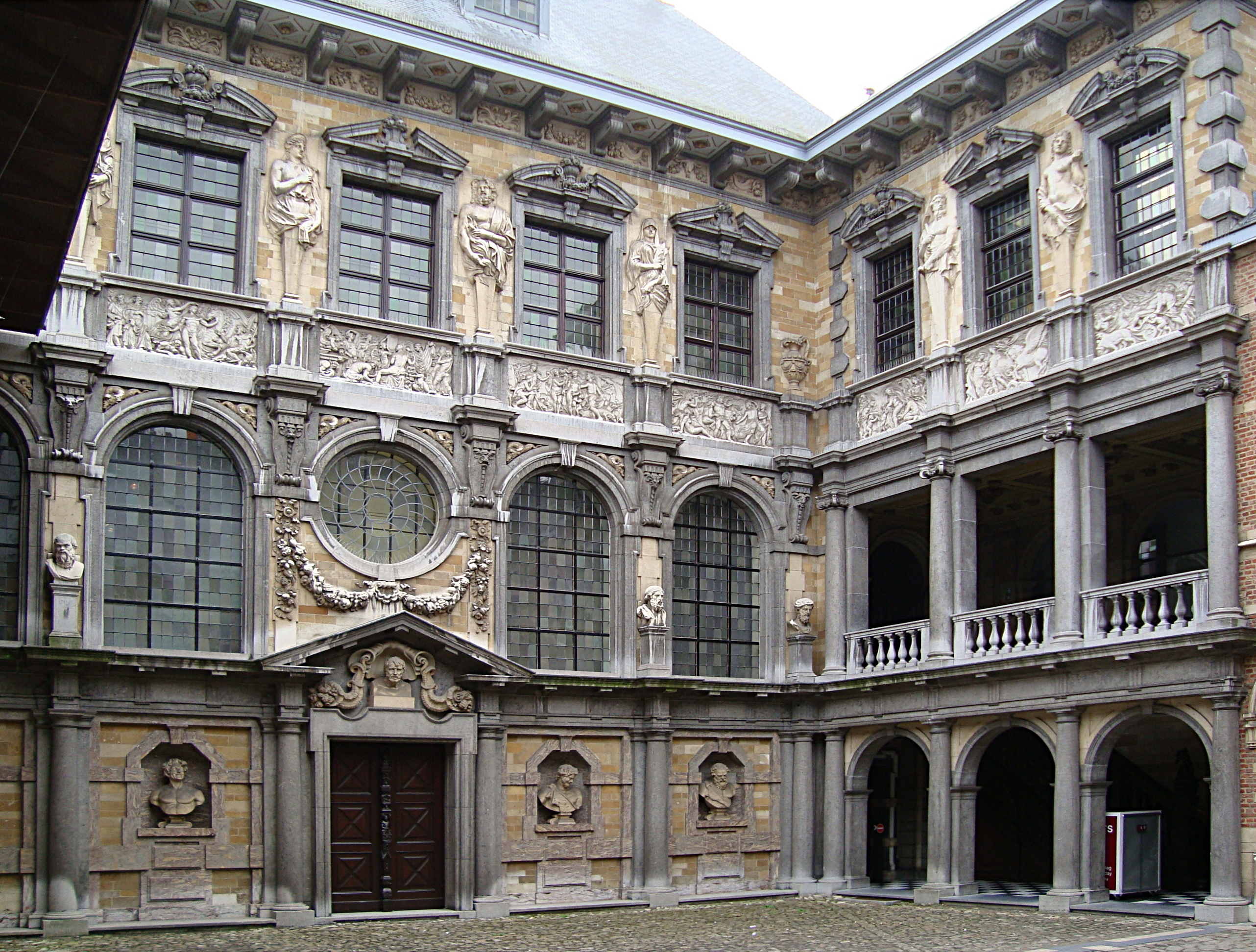
内部庭院

鲁本斯故居（Rubenshuis）是彼得·保罗·鲁本斯（1577-1640）在安特卫普的故居和工作室，现在是一个博物馆。魯賓斯於1610年購入這棟佛蘭芒式別墅，並根據魯賓斯本人的設計進行翻新和擴建。翻修後，房子及其庭院花園都有義大利宮殿(palazzo)的外觀，反映了魯賓斯的藝術理想。該建築群目前是一座博物館，主要展出魯賓斯及其同時代的作品。

## 鲁本斯生前的房子

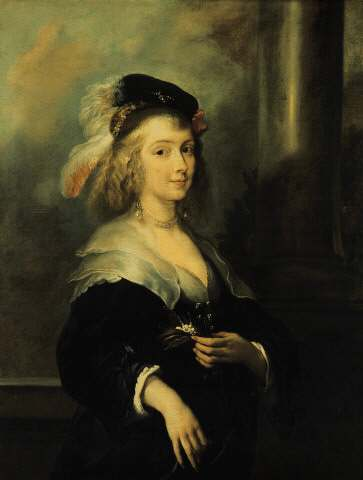
一个女人的肖像（海伦娜·福尔曼）

1609年鲁本斯与伊莎贝拉·勃兰特结婚一年后，便开始在当时的瓦特街（Vaartstraat，现瓦珀街9-11号）建造一座意大利风格的别墅 ，该街当时位于赫伦塔尔塞·瓦特运河（Herentalse Vaart）的河畔。鲁本斯亲自设计这座建筑，基于他对意大利文艺复兴建筑的研究结果《热那亚的宫殿》（Palazzi di Genova）。布局包括住宅，工作室，巨大的门廊，内部庭院和巴洛克花园。
在相鄰的工作室中，他和他的學生們完成了鲁本斯著名的許多作品。他建立了一個組織良好的工作室，以滿足他活躍的工作室的需求，包括來自英國、法國、西班牙和巴伐利亞等地的大型委託。他依靠學生和合作者進行大量的實際工作。然而，鲁本斯本人則保證品質，並經常親手完成畫作。在獨立的私人工作室中，他製作素描、肖像和小型繪畫，不需要學生和合作者的協助。

## 鲁本斯去世后的房子
鲁本斯一生的大部分时间都住在这个宫殿。他去世后，他的妻子Helena Fourment将这栋大楼租给纽卡斯尔公爵威廉·卡文迪什。後者於1660年離開後，這棟房子就被賣掉了。在1910年的布魯塞爾國際世界博覽會上，建築師Henri Blomme建造了一座全尺寸的魯本斯故居重建建築。這座重建的建築物充滿了昔日的浪漫風情，擺滿了飾品，但卻宣揚了拯救這座建築物的理念。Blomme 於1921年逝世後，留下一筆遺產給安特衛普市政府購買這棟房子。這終於在1937年實現了。
市政府於1937年買下這棟房子，經過大規模的修復後，魯本斯故居於1946年對外開放。房間內安裝了魯本斯及其同時代的數十幅繪畫和藝術品，以及當時的家具。繪畫作品包括他早期的《亞當與夏娃》（約1600年），以及一幅他約50歲時的自畫像。
魯本斯博物館 (Rubenianum) 是專門研究魯本斯的中心和檔案館，位於花園後面的一棟建築內。

## 收藏集

### 由魯本斯繪畫

《自畫像》
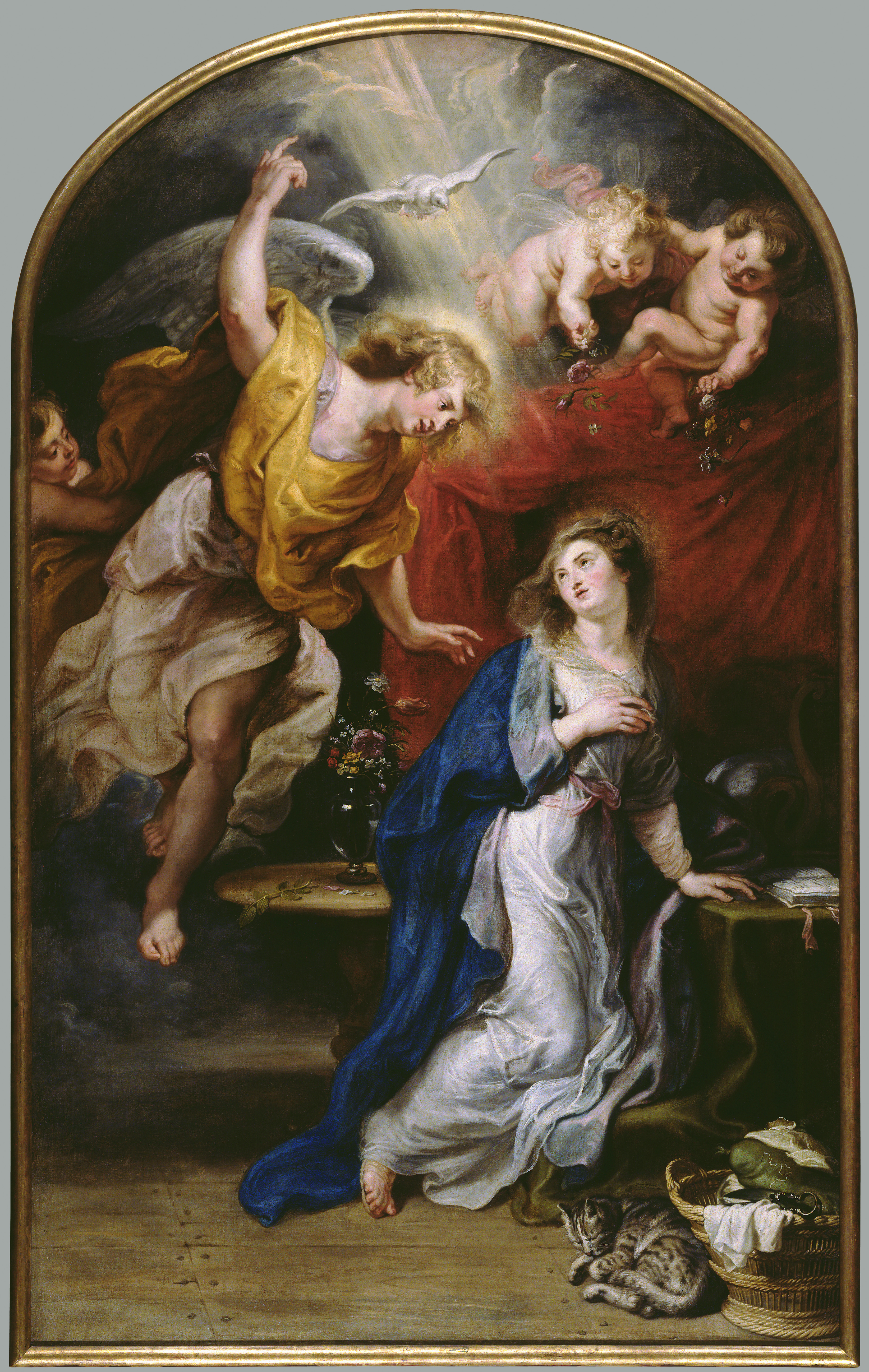
《報喜》
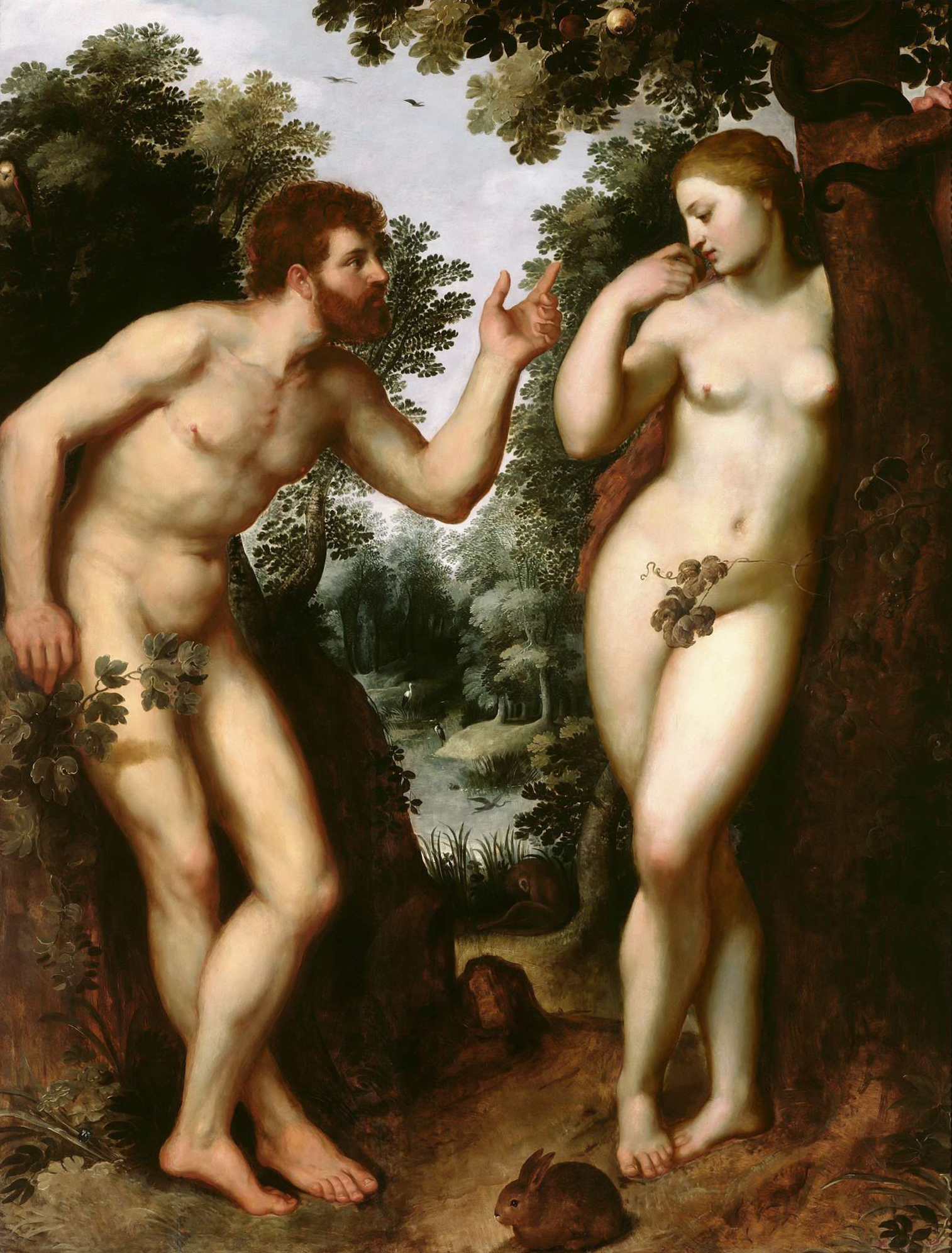
《亞當與夏娃》
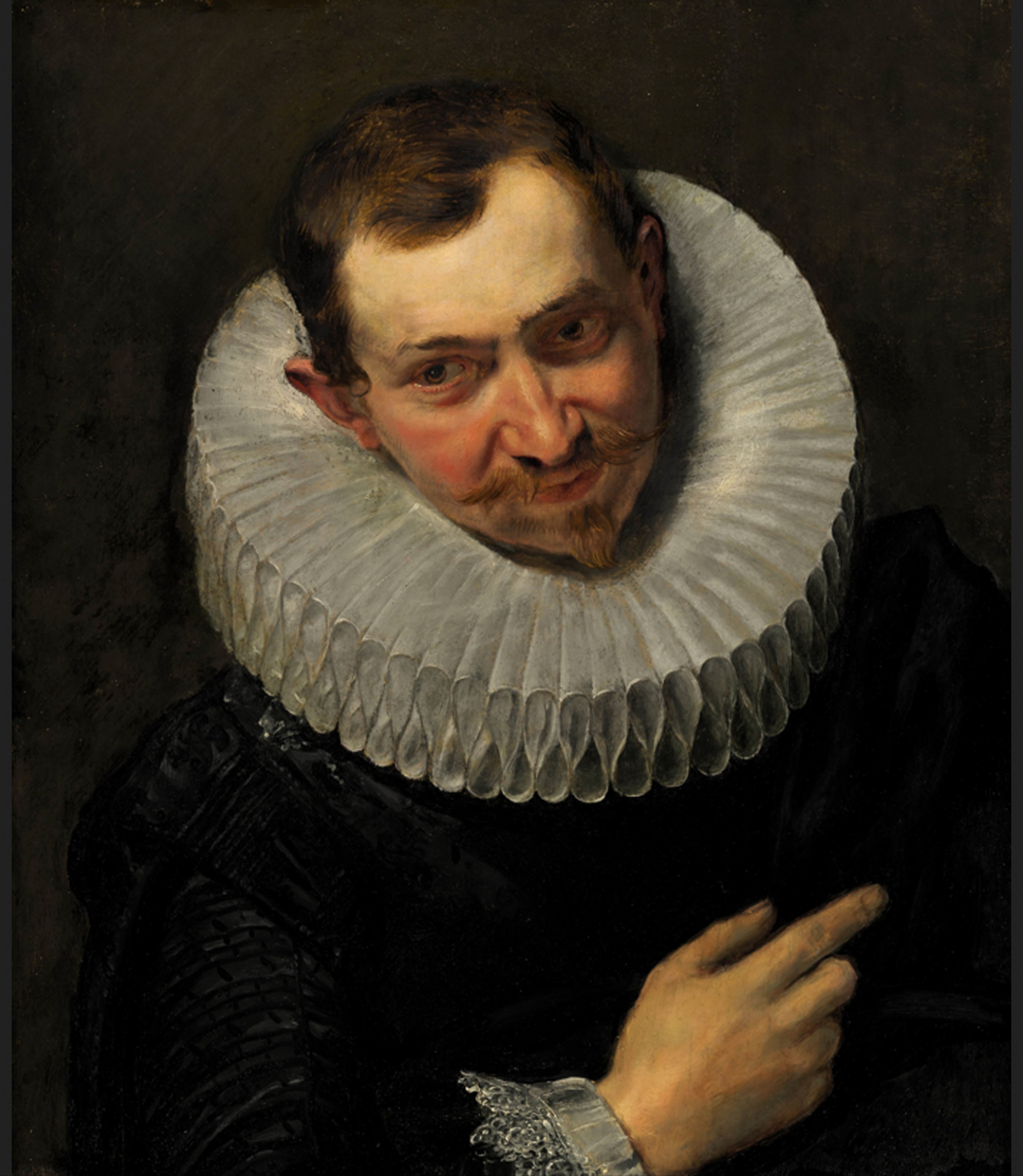
《風景畫家Jan Wildens的肖像》
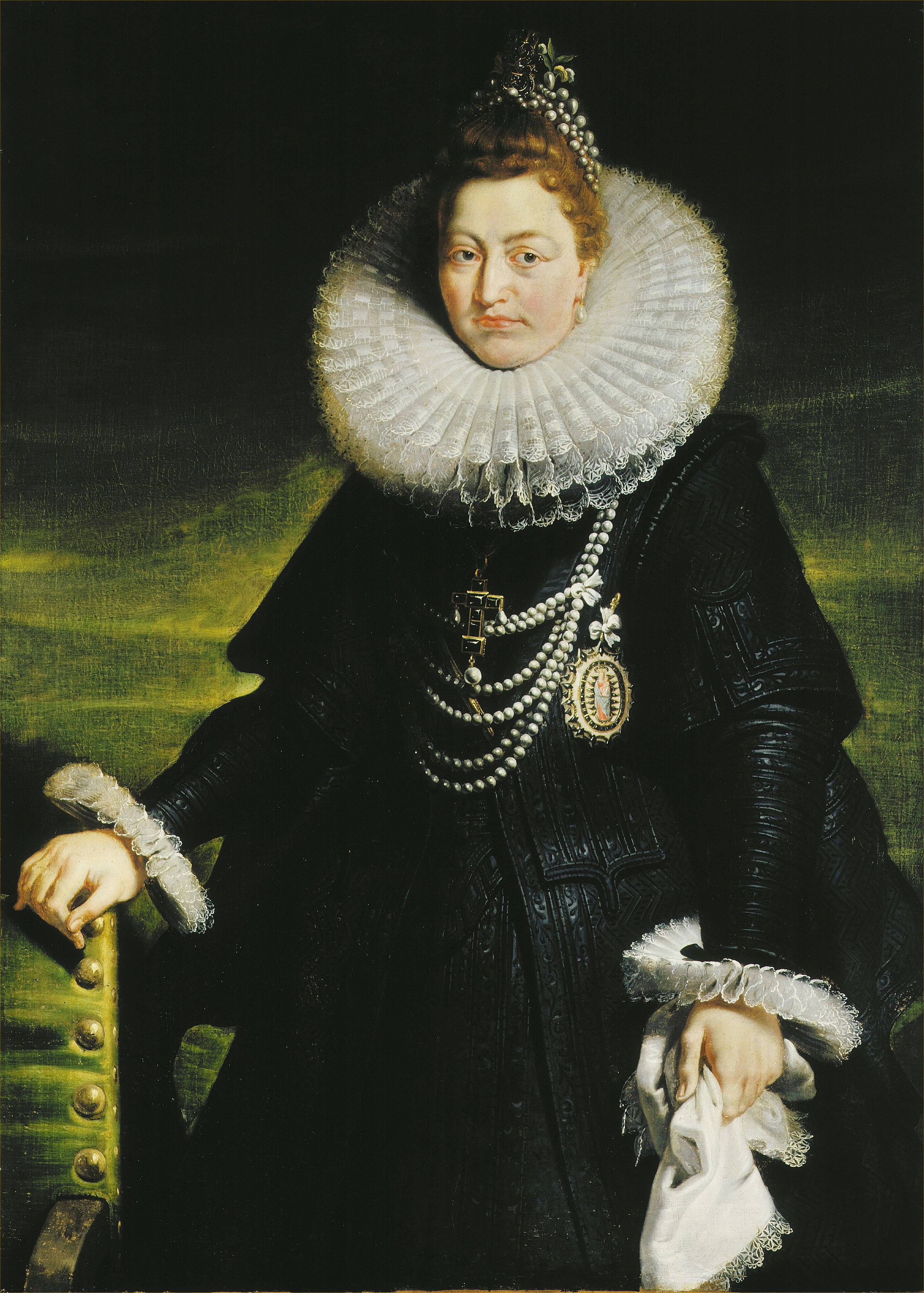
《伊莎貝爾·克拉拉·歐亨妮亞的肖像》
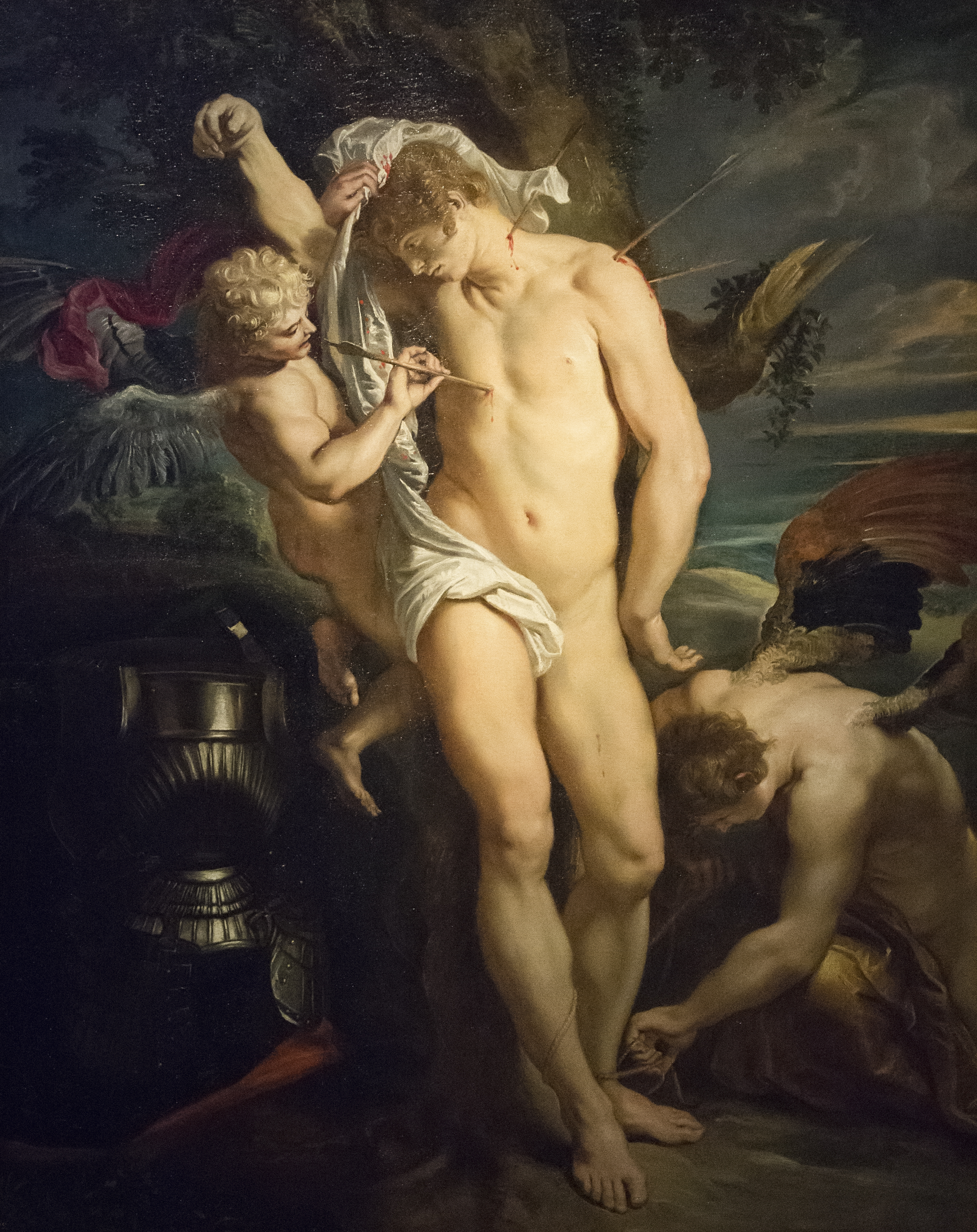
《聖塞巴斯蒂安》
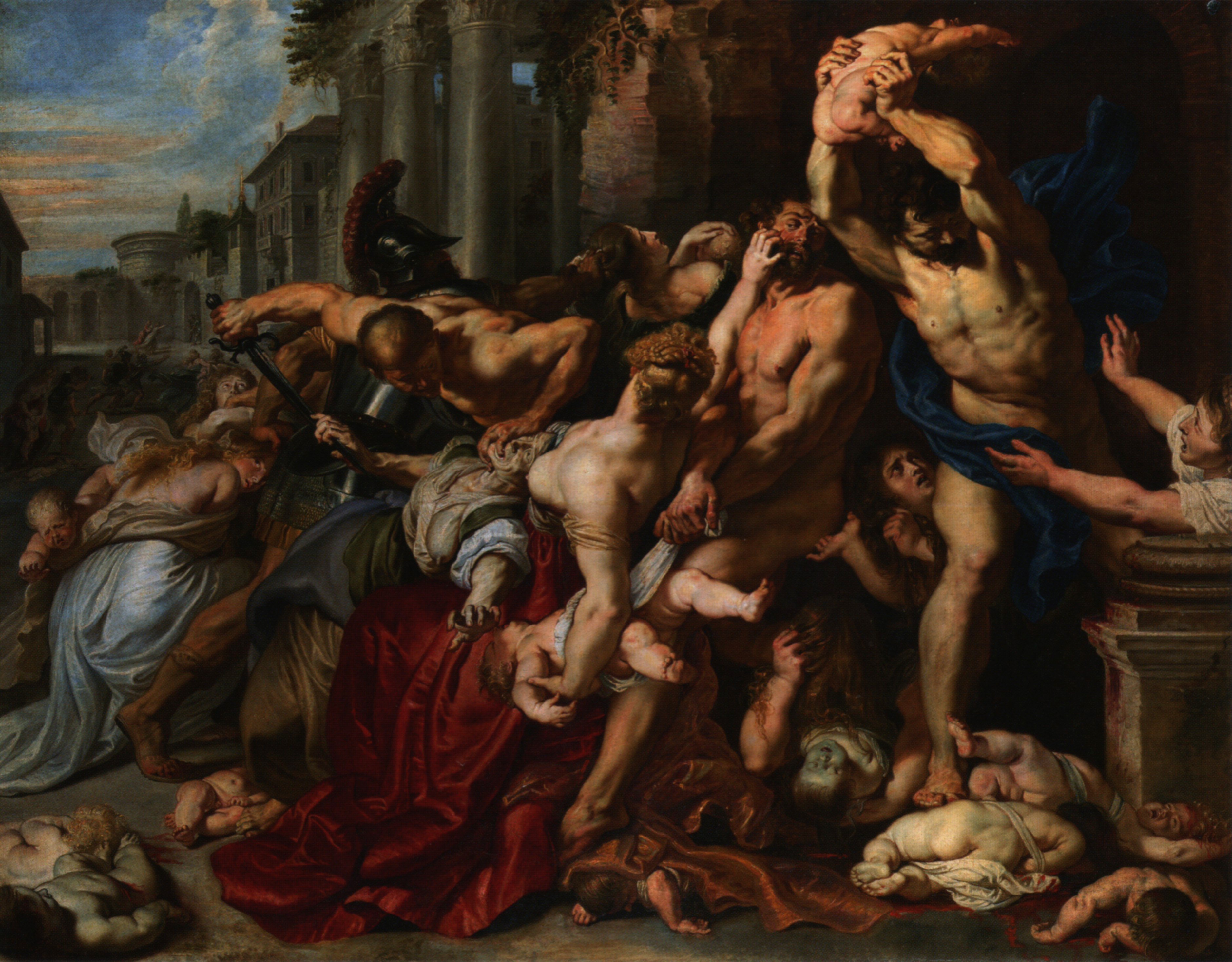
《「屠殺無辜者」在臨時展覽中展出》
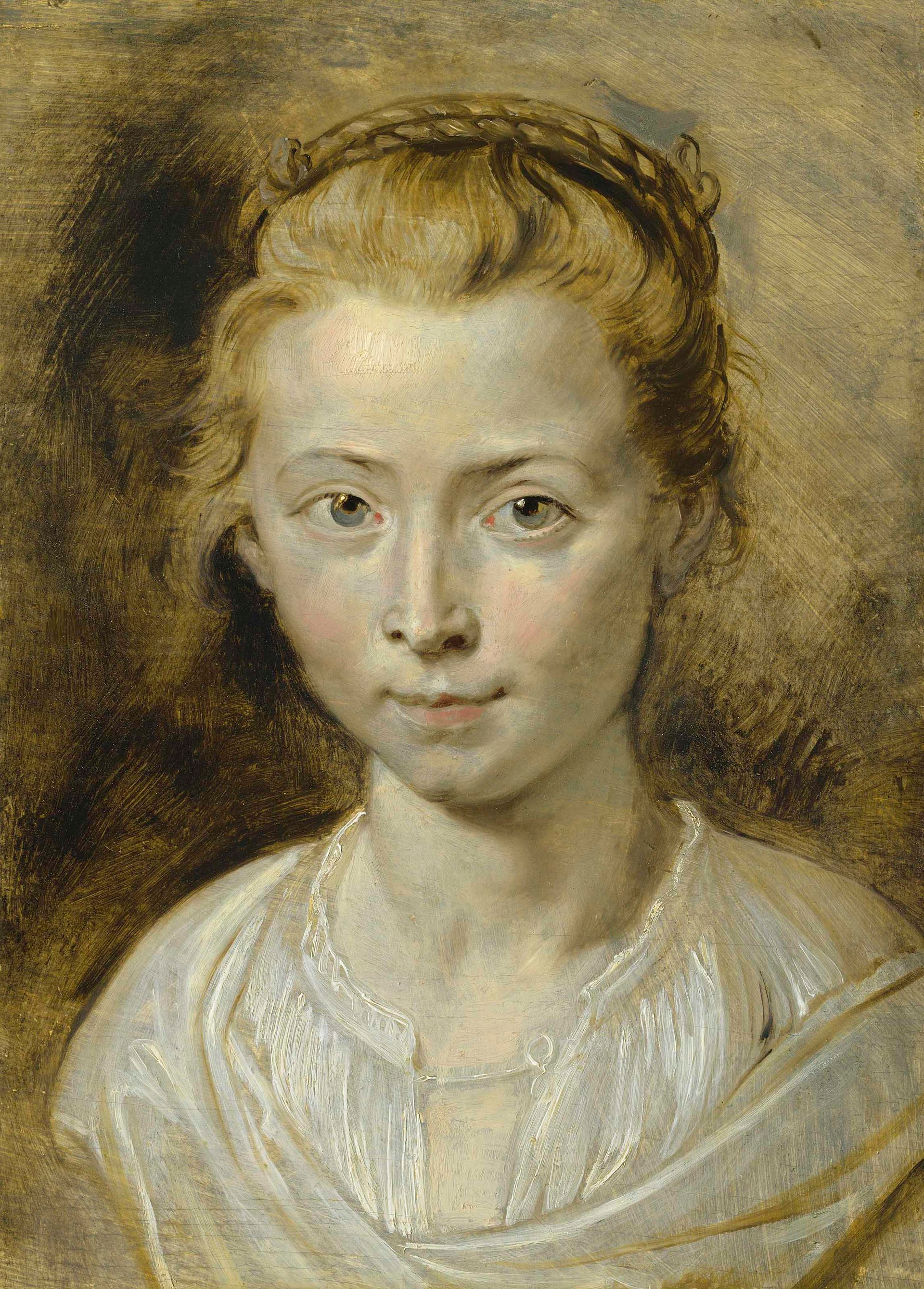
《克拉拉·塞雷娜·魯本斯》

### 由他人繪畫

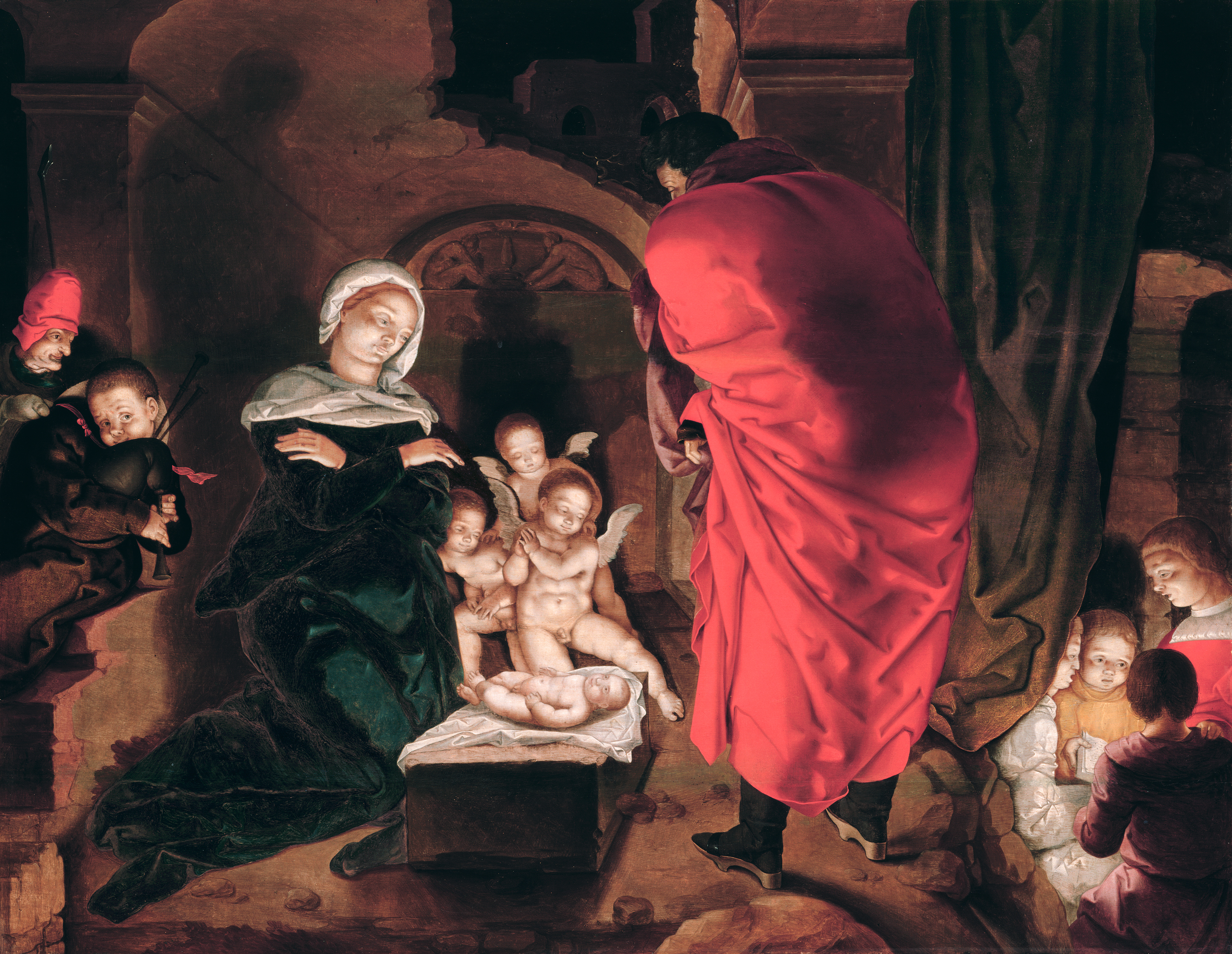
Aertgen van Leyden, 《基督降生》 (Nativity)
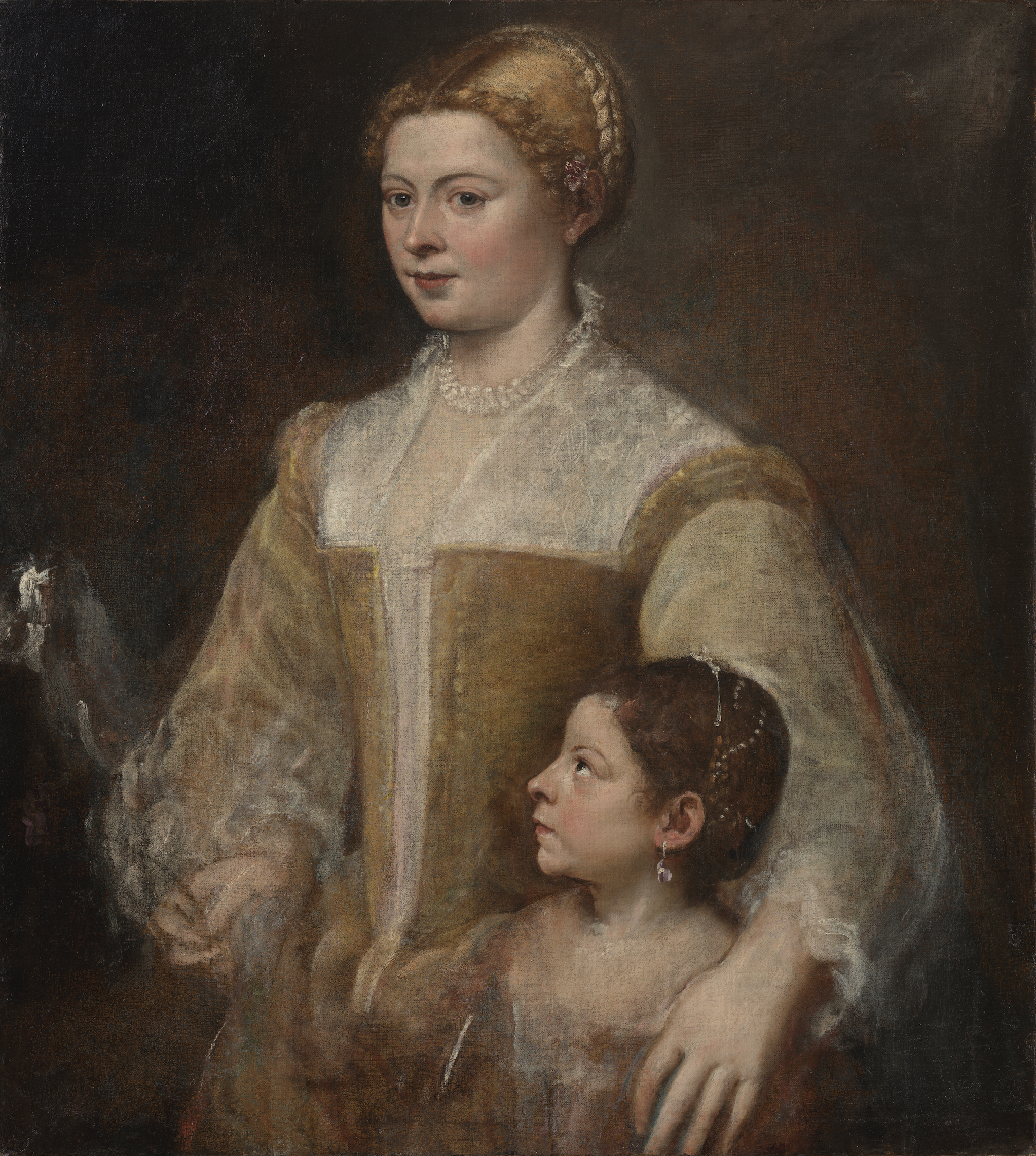
提香, 《一位女士和她女兒的肖像》
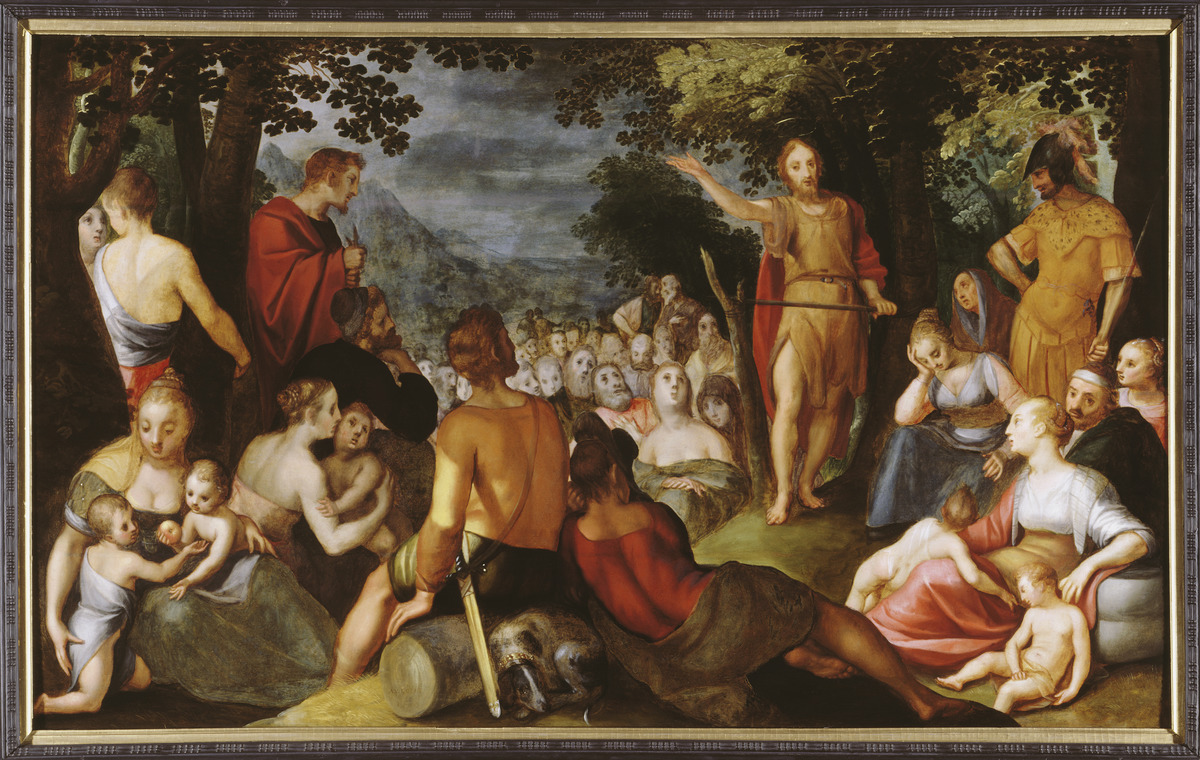
Adam van Noort, The preaching of St John the Baptist
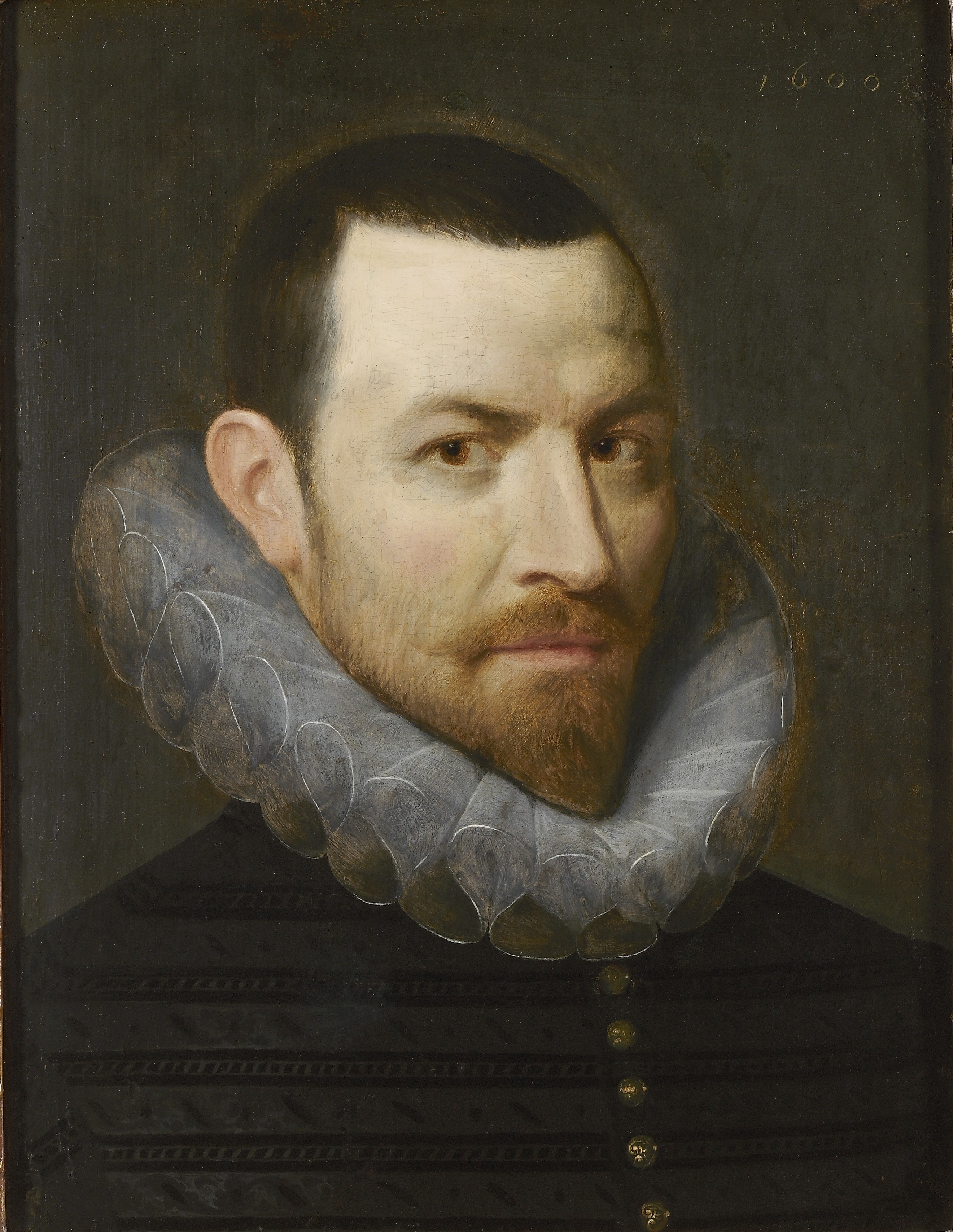
Otto van Veen, portrait of Nicolaas Rockox
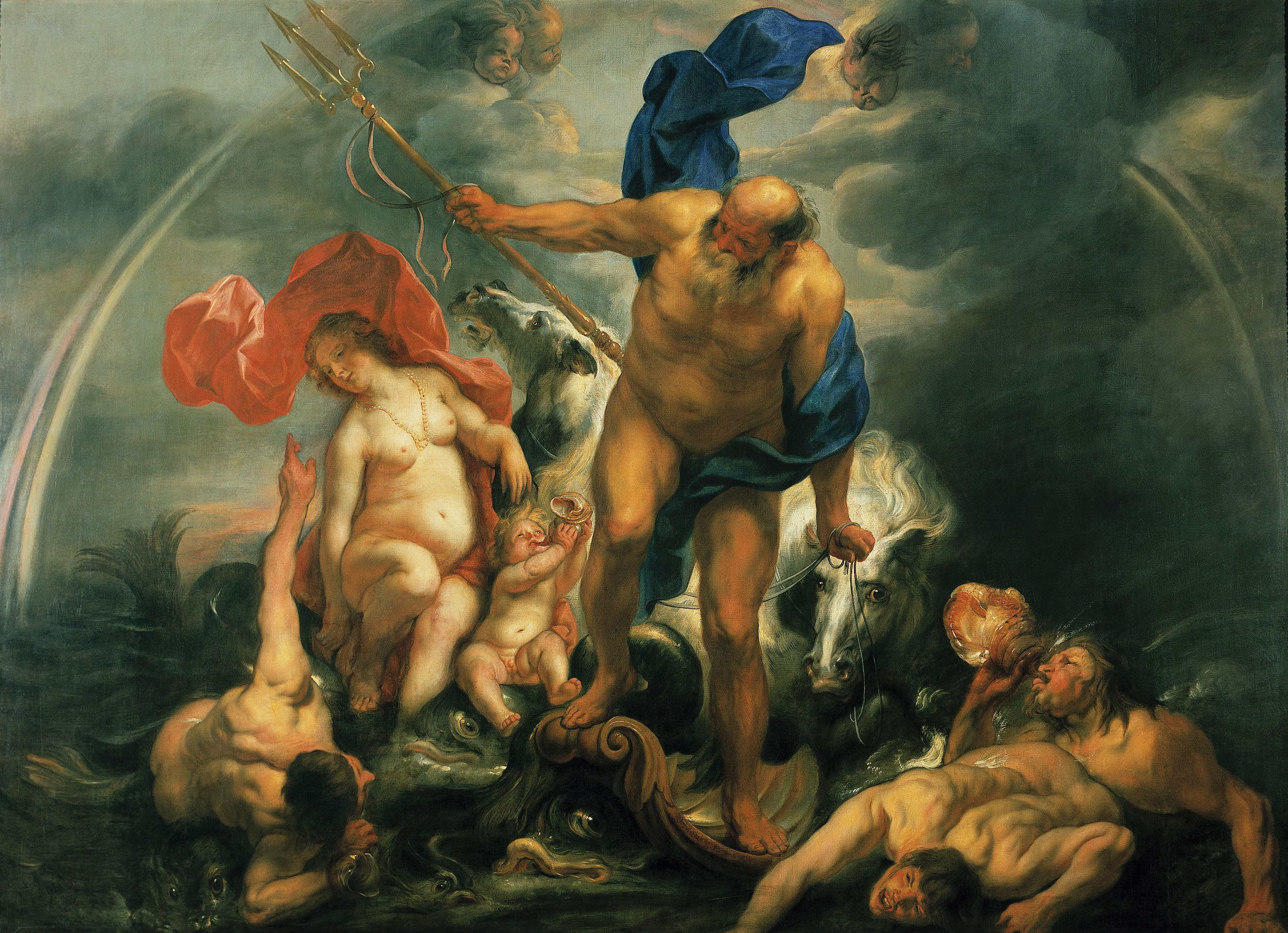
雅各布·约尔丹斯, 《風暴中的海神尼普顿（Neptune）和他的妻子安菲特里忒（Amphitrite）》
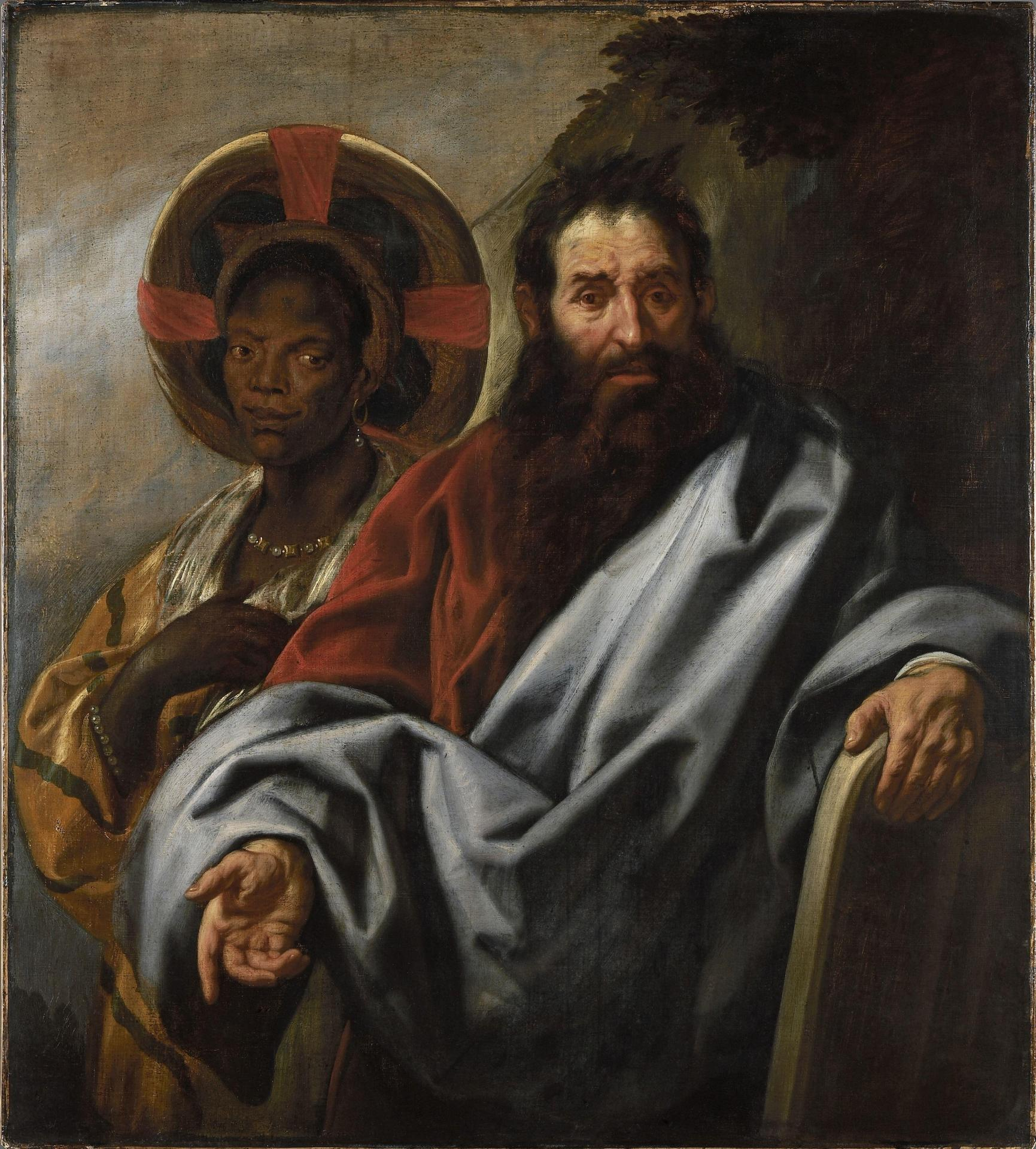
Jordaens, Moses and his Ethiopian wife Zipporah
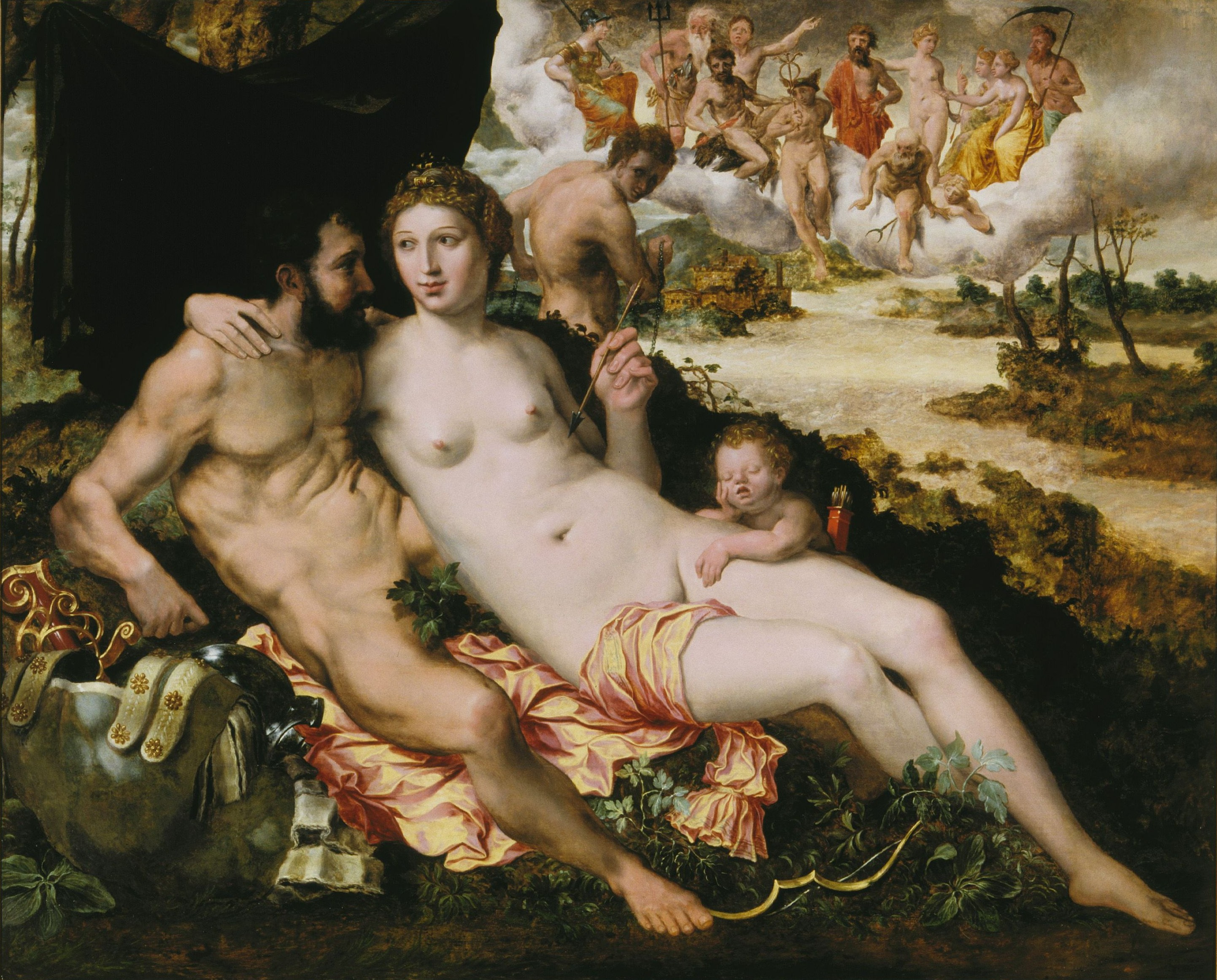
Frans Floris, Venus and Mars
Willem van Haecht, The Gallery of Cornelis van der Geest
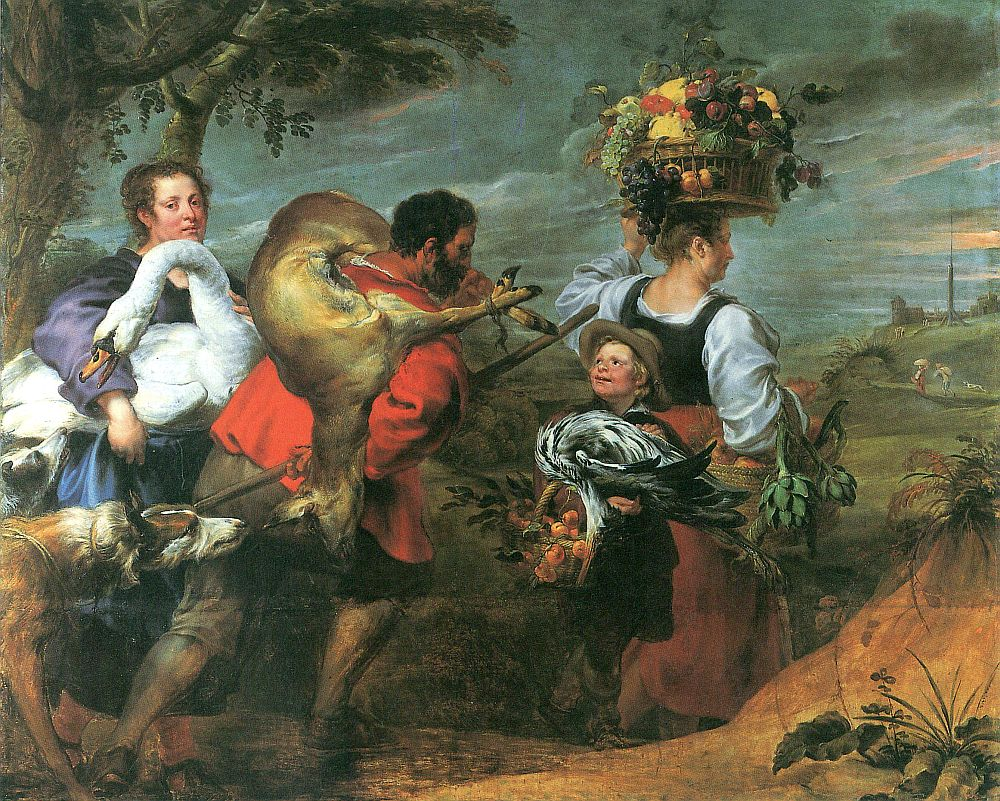
Jan Boeckhorst and Frans Snyders, Peasants on the Way to the Market
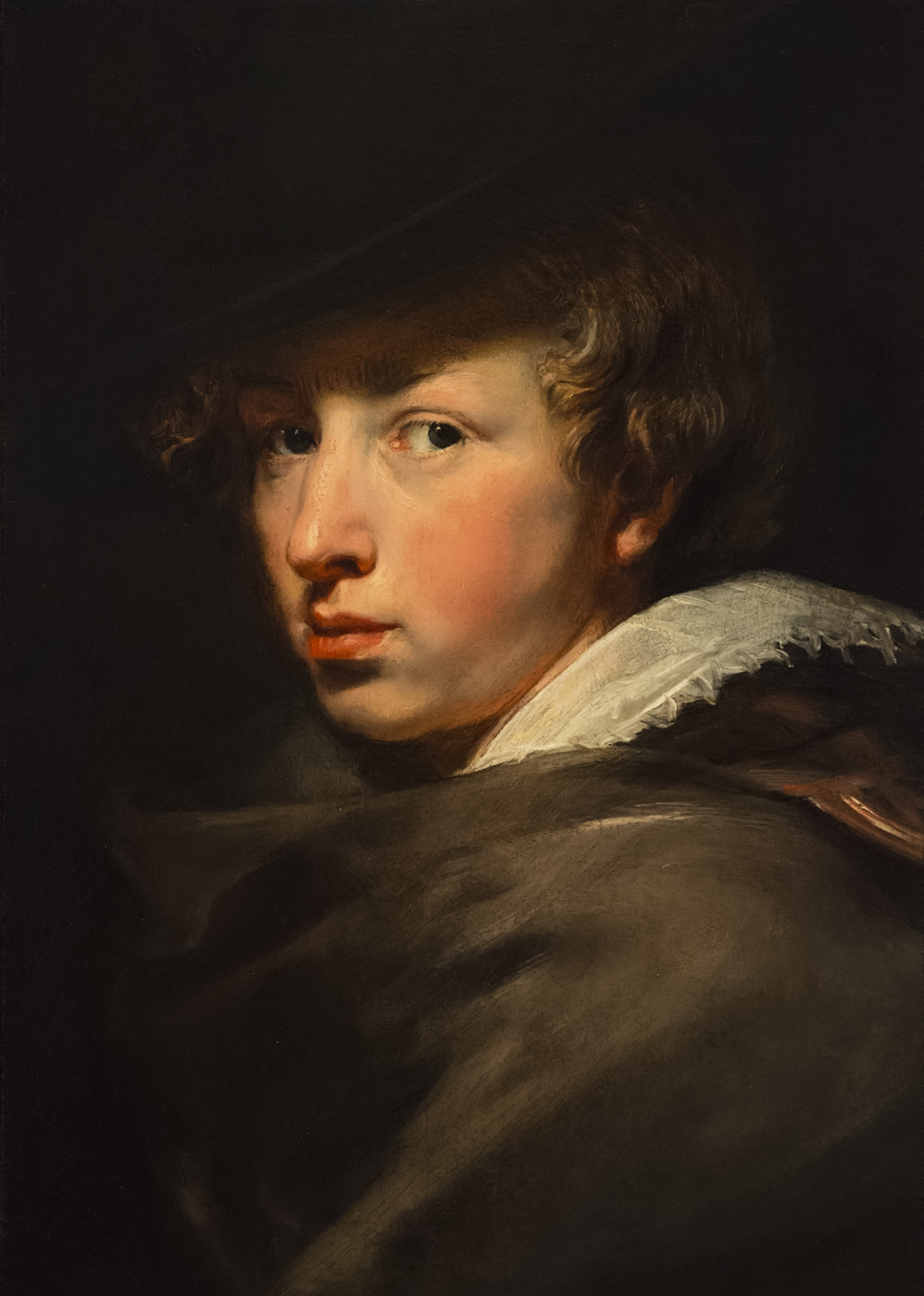
安东尼·范戴克, 《自畫像》
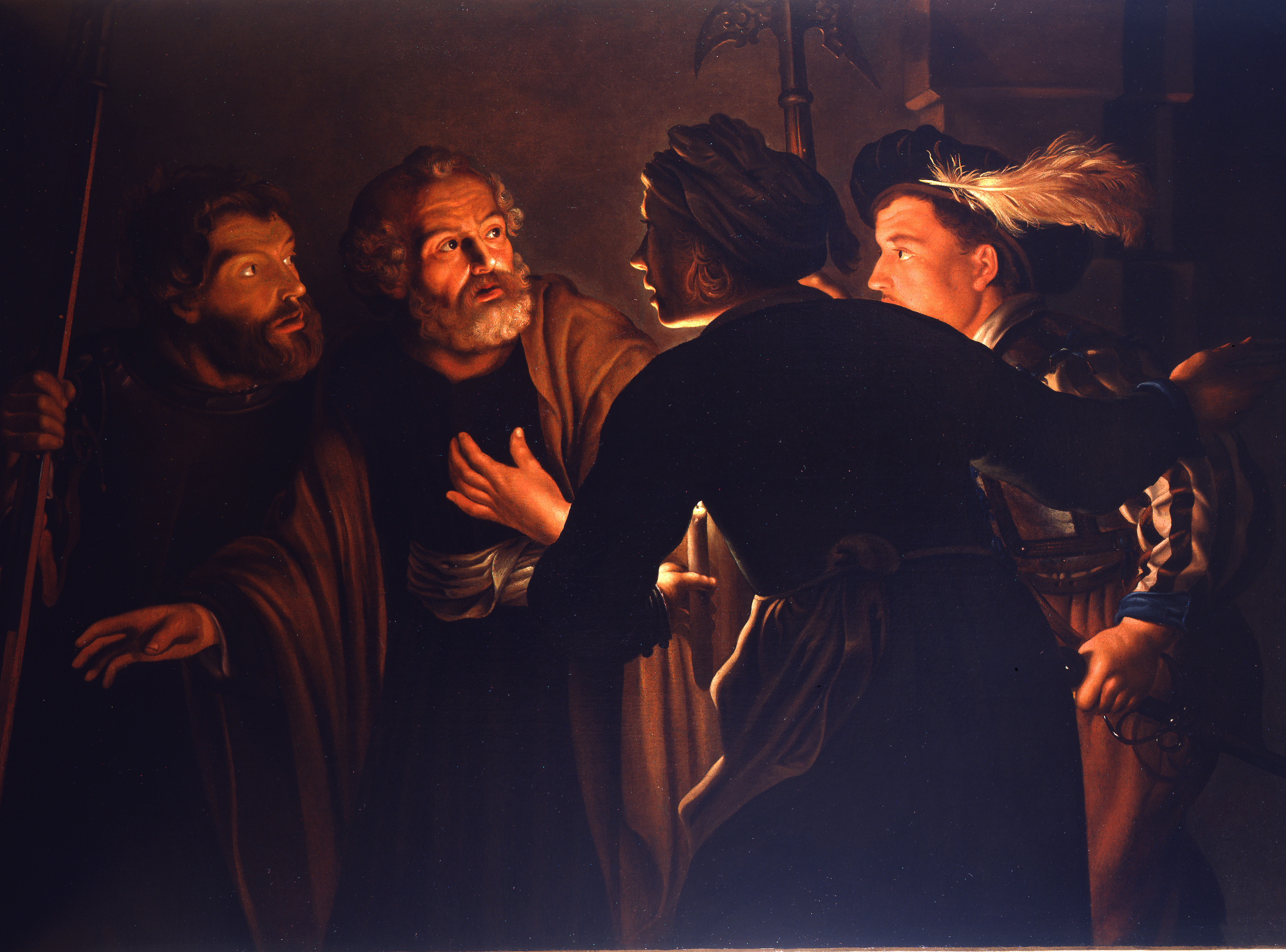
Adam de Coster, The Denial of Saint Peter
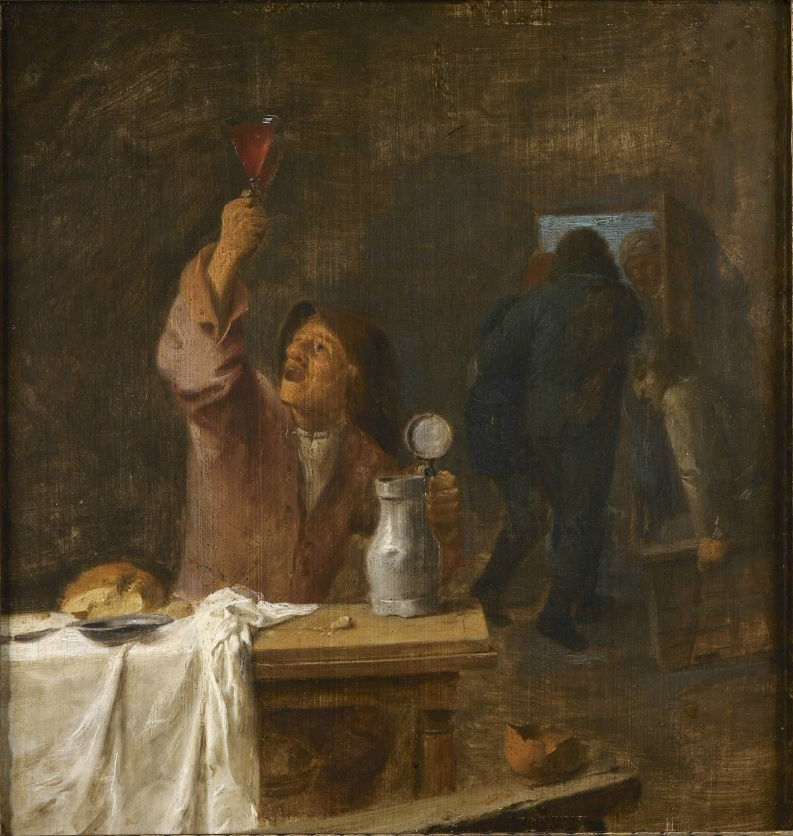
Adriaen Brouwer, Drinking peasant
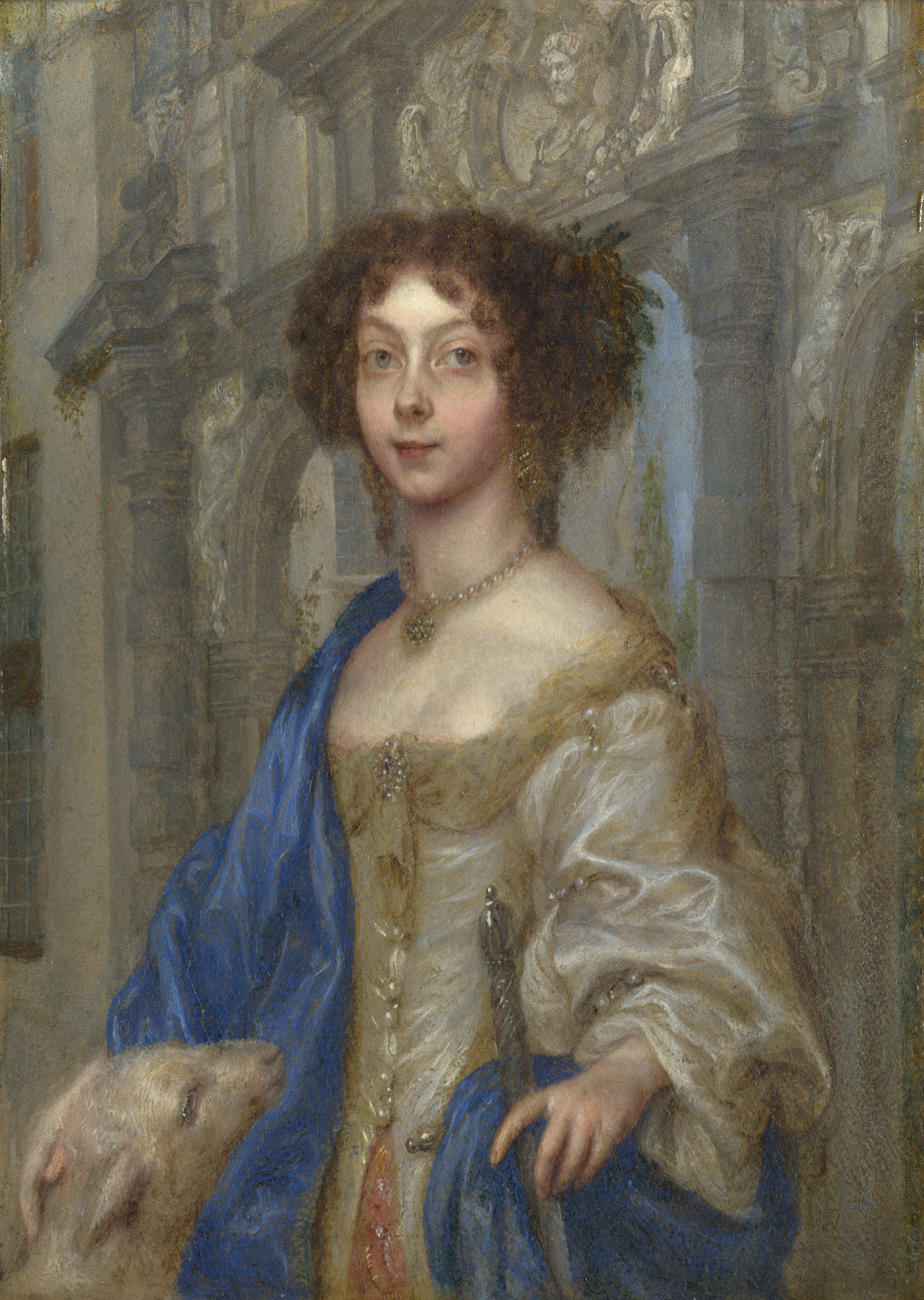
Gonzales Coques, Saint Agnes
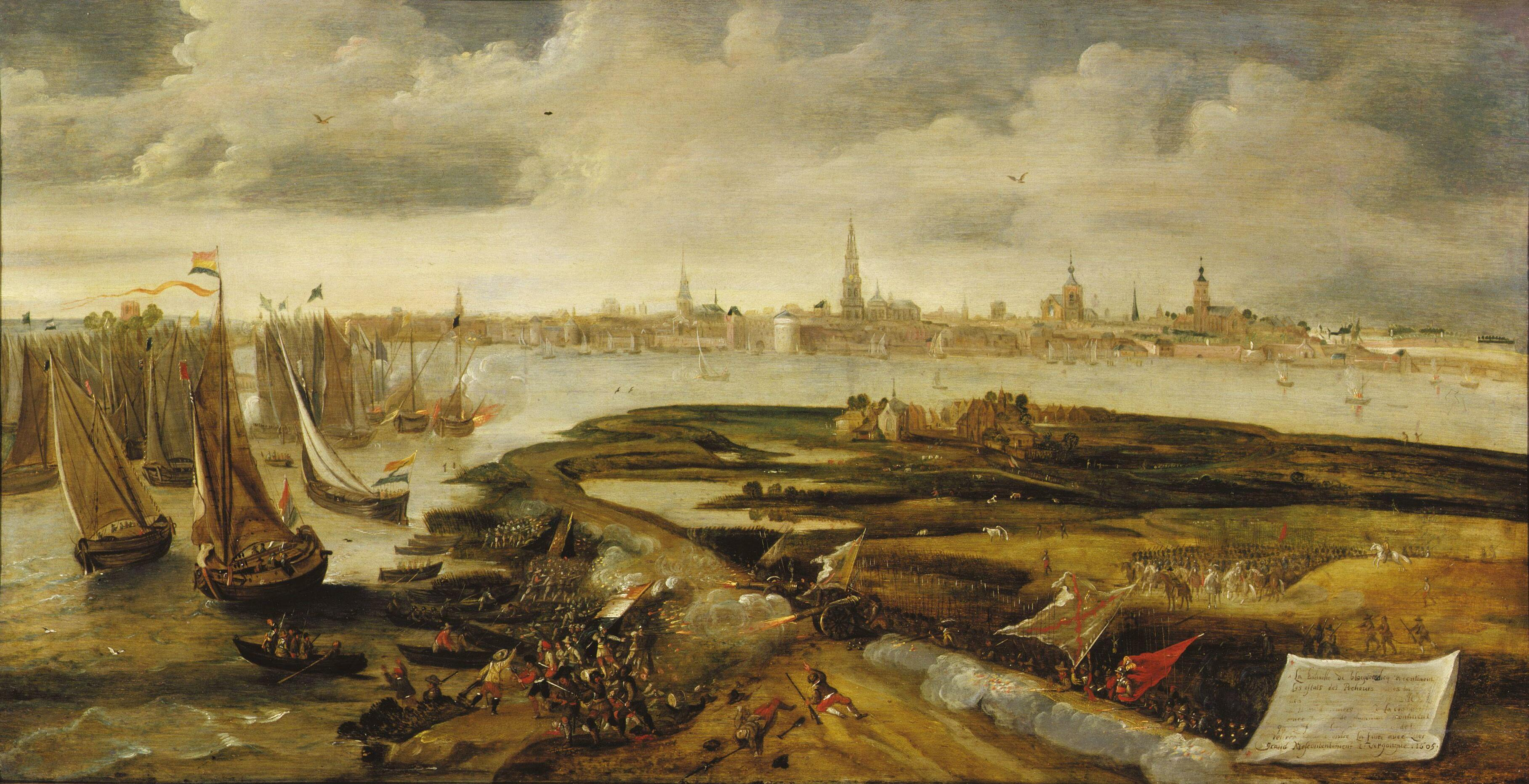
Bonaventura Peeters, The battle at the Blokkersdijk of 1605
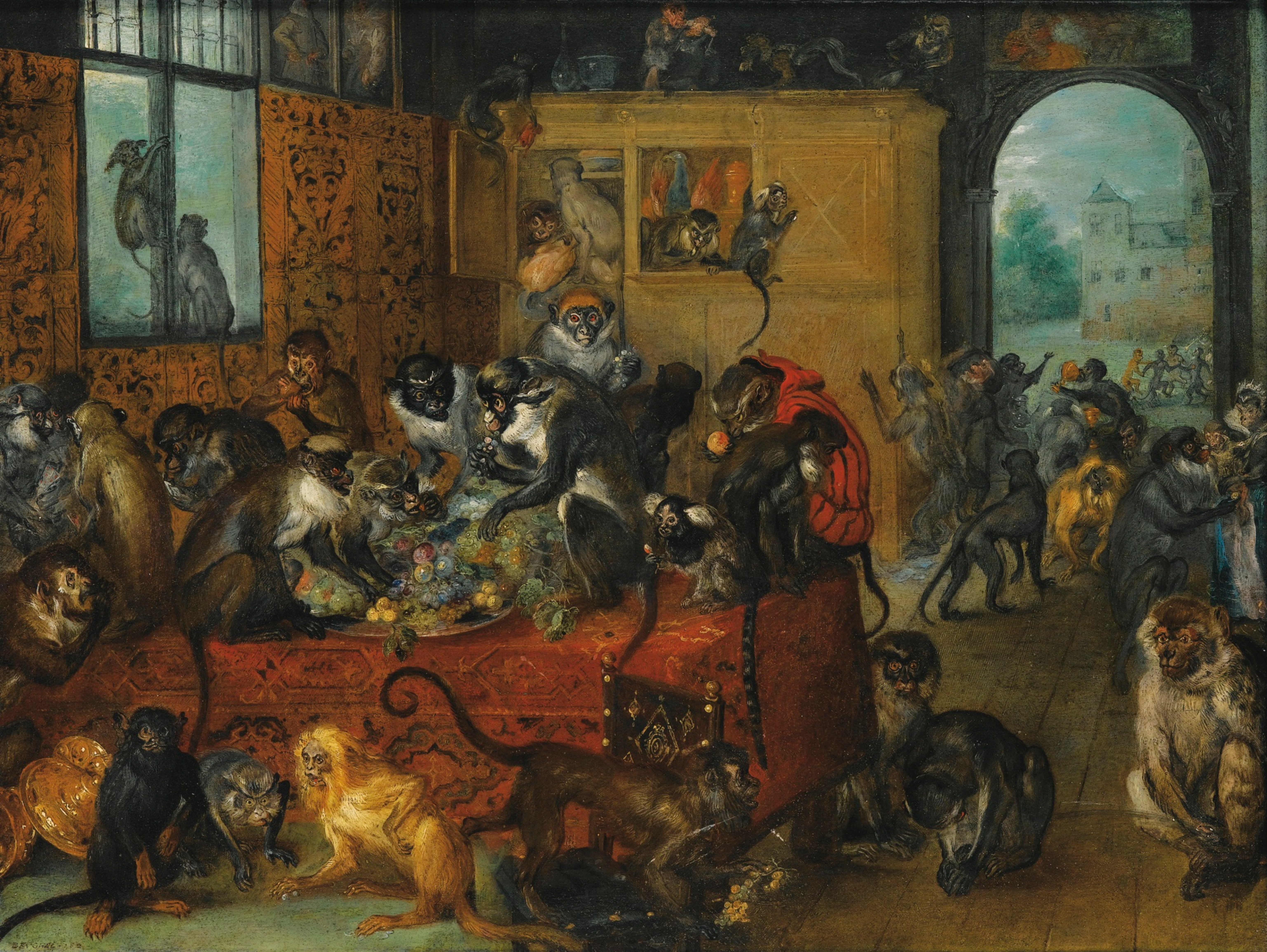
Jan Brueghel the Elder, Monkeys feasting

## 外部鏈接
- Official Website of The Rubens House （页面存档备份，存于）
- 360°-panorama van de Rubenshuis （页面存档备份，存于）